# Jani Kokko
Jani Kokko, född 1987, är en finländsk politiker (Socialdemokraterna). Han är ledamot av Finlands riksdag sedan 2023.
Kokko blev invald i riksdagsvalet 2023 med 4 890 röster från Mellersta Finlands valkrets.